# UN-Arbeitsgruppe für Menschen aus Afrika
Die UN-Arbeitsgruppe zu Menschenrechten für Menschen afrikanischer Abstammung, engl. Working Group of Experts on People of African Descent (WGEPAD) ist ein 2002 gegründetes Expertengremium des UN-Menschenrechtsrats, das die Situation von Menschen afrikanischer Abstammung beobachtet, Berichte dazu erstellt und Vorschläge zur Verbesserung unterbreitet. 

## Hintergründe und Geschichte
Seit Jahrhunderten sind Menschen afrikanischer Herkunft auf der ganzen Welt Rassismus und Fremdenfeindlichkeit ausgesetzt. Die Diskriminierung kann sich auf die Hautfarbe oder die Kultur beziehen und Auswirkungen auf die Wahrnehmung der Menschenrechte und der politischen, ökonomischen und sozialen Teilhabe haben.
Auf der Weltkonferenz gegen Rassismus (engl.: World Conference against Racism, Racial Discrimination, Xenophobia and Related Intolerance) im südafrikanischen Durban 2001 wurden die Durban Declaration and Programme of Action verabschiedet, die die UN-Menschenrechtskommission aufforderte, Maßnahmen für die spezielle Situation von Menschen afrikanischer Herkunft zu ergreifen.
2002 richtete das Gremium die UN-Arbeitsgruppe zu Menschenrechten für Menschen afrikanischer Abstammung als sogenanntes Sonderverfahren durch die Resolution E/CN.4/2002/68 ein. Das Mandat wird auch durch den seit 2006 verantwortlichen UN-Menschenrechtsrat regelmäßig erneuert.

## Mandat
Die WGEPAD setzt sich aus fünf unabhängigen Experten zusammen, die fünf Regionen der Welt repräsentieren. Sie werden wie bei allen Sonderverfahren für drei Jahre gewählt und können für eine zweite Amtsperiode bestätigt werden. Sie arbeiten ehrenamtlich und sind nicht an Weisungen gebunden.
Sie sollen auf Einzelmeldungen von Menschenrechtsverletzungen und auf Bedenken allgemeiner Art reagieren und Mitteilungen an staatliche Stellen und andere Akteure richten. Darüber hinaus sollen sie Beiträge zur Weiterentwicklung der internationalen Menschenrechtsstandards leisten, da öffentliche Bewusstsein für diese Fragen fördern und sich anwaltlich engagieren.
Die Arbeitsgruppe erstellt thematische Studien und erarbeitet Leitlinien zur Verbesserung der Menschenrechte. Sie macht Länderbesuche und kann in beratender Funktion Empfehlungen abgeben. Zu ihren Aufgaben gehört auch die Prüfung von Mitteilungen und unterbreitet den Staaten Vorschläge, wie sie allfällige Missstände beheben können,. Sie macht auch Anschlussverfahren in welchen sie die Umsetzung der Empfehlungen prüft. Dazu erstellt sie Jahresberichte zuhanden des UN-Menschenrechtsrat und der UN-Generalversammlung.

## Internationalen Dekade der Menschen afrikanischer Abstammung
Die Arbeitsgruppe erfüllt zentrale Rollen in der Internationalen Dekade der Menschen afrikanischer Abstammung (2015–2024) unter dem Motto „Menschen afrikanischer Abstammung: Anerkennung, Gerechtigkeit und Entwicklung“, wie etwa einen Besuch in der Bundesrepublik Deutschland im Februar 2017 mit Erstellung eines ausführlichen Berichts.

## Aktuelle Mitglieder der WGEPAD
(Stand: August 2023)
- Barbara G. Reynolds,  Guyana, Vorsitzende 2023, ernannt 2018 als Vertreterin der GRULAC-Staaten (Latin American and Caribbean Group)
- Dominique Day,  Vereinigte Staaten, ernannt 2018 als Vertreterin der WEOG-Staaten (Western European and Others Group, Europa, Kanada, USA und Australien)
- Catherine Namakula,  Uganda, ernannt 2021 als Vertreterin der Afrikanischen Staaten (African Group)
- Miriam Ekiudoko,  Ungarn, ernannt 2021 als Vertreterin der EEG-Staaten (Eastern European Group)
- Bina d'Costa,  Bangladesch, ernannt 2023 als Vertreterin der A/P-Staaten (Asia and Pacific Group)

## Ehemalige Mitglieder der WGEPAD

### Grulac-Staaten
| Experte                   | Nationalität | von  | bis  |
| ------------------------- | ------------ | ---- | ---- |
| Roberto Borges Martins    | Brasilien    | 2002 | 2008 |
| Ralston Milton Nettleford | Jamaika      | 2008 | 2010 |
| Verene Shepherd           | Jamaika      | 2010 | 2015 |
| Ahmed Reid                | Jamaika      | 2015 | 2021 |

### AP-Staaten
| Experte                | Nationalität | von  | bis  |
| ---------------------- | ------------ | ---- | ---- |
| George Nicolas Jabbour | Syrien       | 2002 | 2008 |
| Monorama Biswas        | Bangladesch  | 2008 | 2014 |
| Ricardo III Sunga      | Philippinen  | 2014 | 2021 |
| Sushil Raj             | Indien       | 2021 | 2023 |

### EEG-Staaten
| Experte                 | Nationalität   | von  | bis  |
| ----------------------- | -------------- | ---- | ---- |
| Irina Moroianu-Zlatescu | Rumänien       | 2002 | 2008 |
| Mirjana Najćevska       | Nordmazedonien | 2008 | 2014 |
| Michal Balcerzak        | Polen          | 2014 | 2021 |

### Afrikanische Staaten
| Experte            | Nationalität | von  | bis  |
| ------------------ | ------------ | ---- | ---- |
| Peter Lesa Kasanda | Sambia       | 2002 | 2008 |
| Maya Sahli         | Algerien     | 2008 | 2014 |
| Sabelo Gumedze     | Südafrika    | 2014 | 2021 |

### WEOG-Staaten
| Experte                     | Nationalität | von  | bis  |
| --------------------------- | ------------ | ---- | ---- |
| Joe Frans                   | Schweden     | 2002 | 2009 |
| Linos-Alexandros Sicilianos | Griechenland | 2009 | 2011 |
| Mireille Fanon-Mendez       | Frankreich   | 2011 | 2017 |
| Marie-Evelyne Petrus        | Frankreich   | 2017 | 2018 |

## Veröffentlichungen
- Report der WGEPAD mit Rückblick auf 20 Jahre Bestehen 2023